# Eugeniusz Dembicki
Eugeniusz Wiesław Dembicki (ur. 18 grudnia 1929 w Wielkich Walichnowach) – polski przedstawiciel nauk technicznych, specjalizujący się w budownictwie morskim i fundamentowaniu.

## Działalność naukowa
W 1956 roku ukończył studia na Wydziale Budownictwa Lądowego Politechniki Gdańskiej. Stopień doktora uzyskał w 1962 na Wydziale Nauk Ścisłych Université Joseph Fourier w Grenoble, a doktora habilitowanego w 1965 na Politechnice Gdańskiej. Tytuł profesora nauk technicznych otrzymał w roku 1971.
Pracował na Wydziale Budownictwa Wodnego Politechniki Gdańskiej (obecnie Wydział Inżynierii Lądowej i Środowiska). Od 1967 kierownik Katedry (Zakładu) Geotechniki. W latach 1971–75 był dyrektorem Instytutu Hydrotechniki, a w latach 1984–1987 pełnił funkcję rektora Politechniki Gdańskiej.
Jako profesor nominowany prowadził wykłady na wielu uniwersytetach – w Grenoble, Rouen, Zagrzebiu, Kassel, Turynie, Wollongong, Poitiers, Wyższej Szkole Mechaniki w Nantes i w Instytucie Państwowym Nauk Stosowanych w Lyonie.
Zajmował się geotechniką, jego badania dotyczyły zagadnień mechaniki gruntów i fundamentowania. Organizator i kierownik Studium Doktoranckiego „Geotechnika w Budownictwie i Ochronie Środowiska".
Był redaktorem naczelnym miesięcznika Inżynieria Morska.

## Najważniejsze prace
Opublikował ok. 150 rozpraw o charakterze naukowym, jest także autorem/współautorem:
- Une méthode d'approximation non linéaire de résolution des problèmes d'équilibre limite des milieux cohérents, (Paris 1964)
- Przybliżone metody wyznaczania, pola naprężeń w gruncie w stanie granicznym (Wrocław 1969)
- Stany graniczne gruntów. Teoria i zastosowanie (Gdańsk 1970)
- Wybrane zagadnienia fundamentowania budowli hydrotechnicznych (1974, wspólnie z Andrzejem Tejchmanem, ISBN 83-01-03073-9)
- Stateczność pojedynczych fundamentów blokowych oraz słupowych z płytami poprzecznymi (1976, redakcja, ISBN 83-01-00244-1)
- Parcie, odpór i nośność gruntu (1979, ISBN 83-213-2965-9)
- Zagadnienia geotechniczne budowli morskich (1987, ISBN 83-215-2525-3)
- Fundamentowanie: projektowanie i wykonawstwo (1988, redakcja, ISBN 83-213-3365-6)
- Geotechnics in civil engineering: XI National Conference on Soil Mechanics and Foundation Engineering (1997, redakcja materiałów konferencyjnych, ISBN 83-907088-3-3)

## Nagrody i wyróżnienia
- Doktoraty honoris causa
  - Université Joseph Fourier w Grenoble
  - Politechnika Wrocławska (1999)[1]
  - Politechnika Łódzka (2008)[2]
  - Politechnika Białostocka (2014)
- Krzyż Oficerski Orderu Odrodzenia Polski (1993)[3]
- Legia Honorowa
- Order Palm Akademickich